# Ла Вале (Болцано)
Ла Вале (итал. La Valle 
  ) је насеље у Италији у округу Болцано, региону Трентино-Јужни Тирол.
Према процени из 2011. у насељу је живело 1232 становника. Насеље се налази на надморској висини од 1347 м.

## Становништво
| 1931. | 1936. | 1951. | 1961. | 1971. | 1981. | 1991. | 2001. | 2011. |
| ----- | ----- | ----- | ----- | ----- | ----- | ----- | ----- | ----- |
| 734   | 754   | 864   | 958   | 1.069 | 1.143 | 1.199 | 1.232 | 1.299 |